# Cathédrale Saint-Pierre de Jaca
Pour les articles homonymes, voir Cathédrale Saint-Pierre.
La cathédrale Saint-Pierre de Jaca (en espagnol : catedral de San Pedro de Jaca) est la cathédrale de Jaca dans la province de Huesca (communauté autonome d'Aragon) et siège du diocèse de Jaca.  Elle est l'une des plus caractéristiques et des plus anciennes de l'architecture romane en Espagne. 
Sa construction fut entreprise quasi simultanément à la cathédrale de Saint-Jacques-de-Compostelle, c’est-à-dire dans le dernier quart du XIe siècle, comme siège épiscopal et centre de l'Église catholique du royaume d'Aragon, à l'initiative de roi Sancho Ramírez d'Aragon, qui avait obtenu le vasselage du Vatican lors d'un voyage à Rome en 1068. À la suite de quoi un siège épiscopal fut attribué à la capitale d'alors de son royaume, la cité de Jaca.

## Histoire
La ville de Jaca reçut les Fueros de Ciudad (Règles de ville sous forme de pacte entre le roi et la ville), du roi Sanche Ier d'Aragon, en 1077; elle fut capitale du royaume de 1035 à 1096 et devint dès lors siège d'un diocèse, ce qui nécessita la construction d'une cathédrale. Quoique la date de sa construction n'est pas claire, on peut distinguer deux étapes dans son édification. Une première, pourrait être située entre 1077 et 1082, et une seconde de 1104 à 1130.
Durant la décennie des années 1520 du XVIe siècle, on construisit quelques ajouts, comme les voûtes des vaisseaux latéraux de style gothique tardif, et les façades des nouvelles chapelles de San Sebastián, de San Agustín, de l'Anunciación et de Santa Ana. Peu après et déjà en style Renaissance, on ajouta les chapelles de San Miguel et de la Trinidad (en 1572). En 1598 on construisit la voûte de la nef centrale, et on y ouvrit des fenêtres.

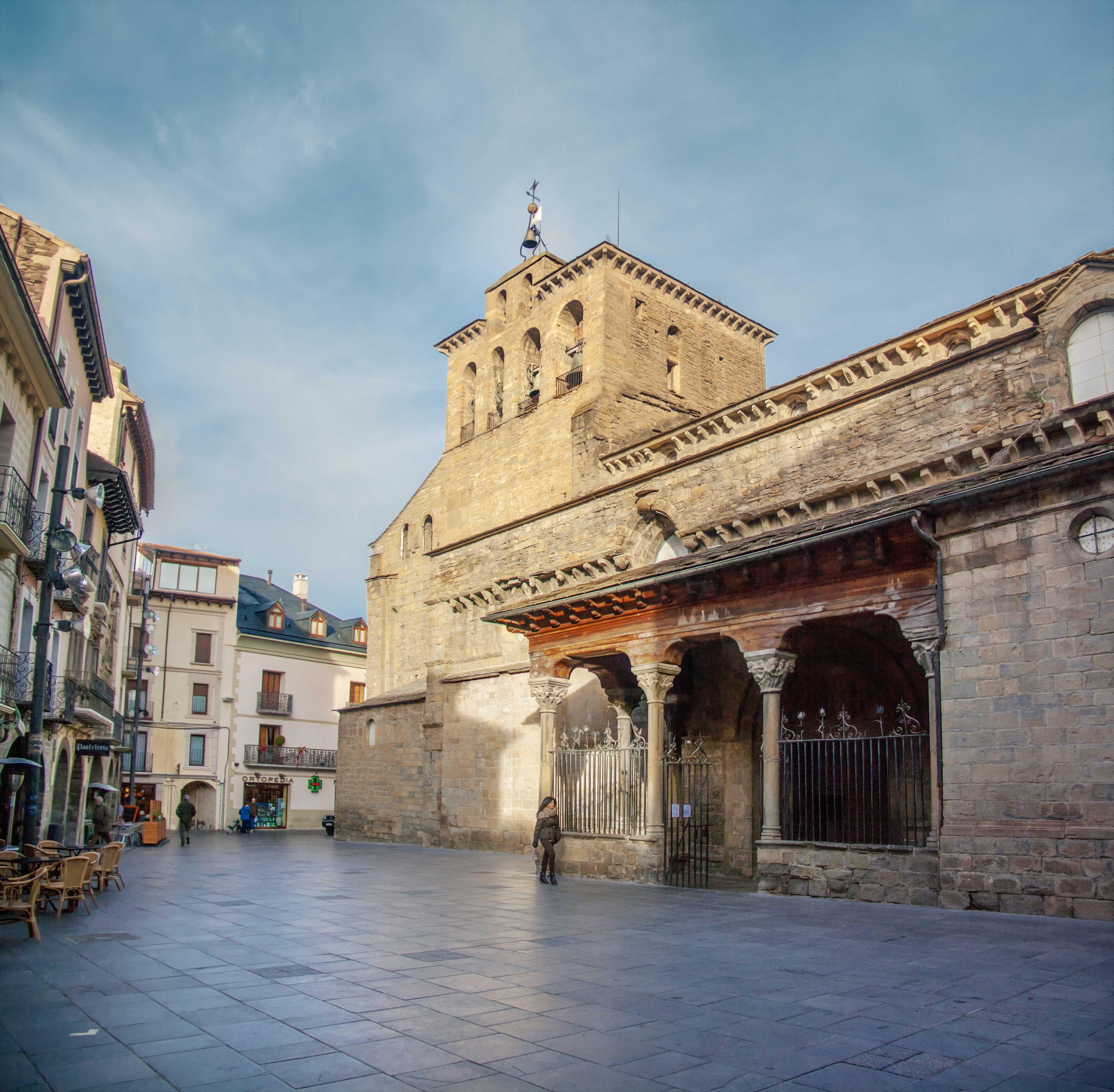
Façade méridionale et tour de la cathédrale.

Au XVIIe siècle on termina la construction du retable, et à la fin du siècle on reconstruisit le cloître tel qu'on le voit actuellement, de style baroque. À la même époque on édifia la chapelle de Santa Orosia, principal élément baroque du monument.
À la fin du XVIIIe siècle, on démolit deux des trois absides romanes et on en construisit deux nouvelles, dont la décoration est constituée de peintures de Manuel Bayeu, beau-frère de Francisco de Goya, ceci de 1792 à 1793.
La cathédrale est un monument de toute grande importance historique et est actuellement candidate à être déclarée « Patrimoine de l'Humanité ».

## Caractéristiques de la cathédrale

### L'extérieur
Dans la façade frontale de la cathédrale, on trouve l'atrium et le portail, dont l'arc majeur de rayon semi-circulaire, correspond au vaisseau central de l'édifice. La façade sud comprend un autre portique avec arc plein-cintre et un tympan modifié à la Renaissance. Quant aux absides, on ne conserve de l'époque romane que celle du sud, étant donné que les absides centre et nord ont été reconstruites à la fin du XVIIIe siècle.

### L'intérieur
La cathédrale comporte une nef principale, flanquée par deux autres plus petites. Chacune correspond à une des absides. Entre les vaisseaux on a construit une série de trois piliers cylindriques alternant avec trois piliers cruciformes, chacun soutenant un arc plein-cintre. La coupole couvrant la croisée est soutenue par des trompes ou supports coniques et par des arcs plein-cintre de soutien. Il s'agit de la coupole romane la plus ancienne d'Espagne.

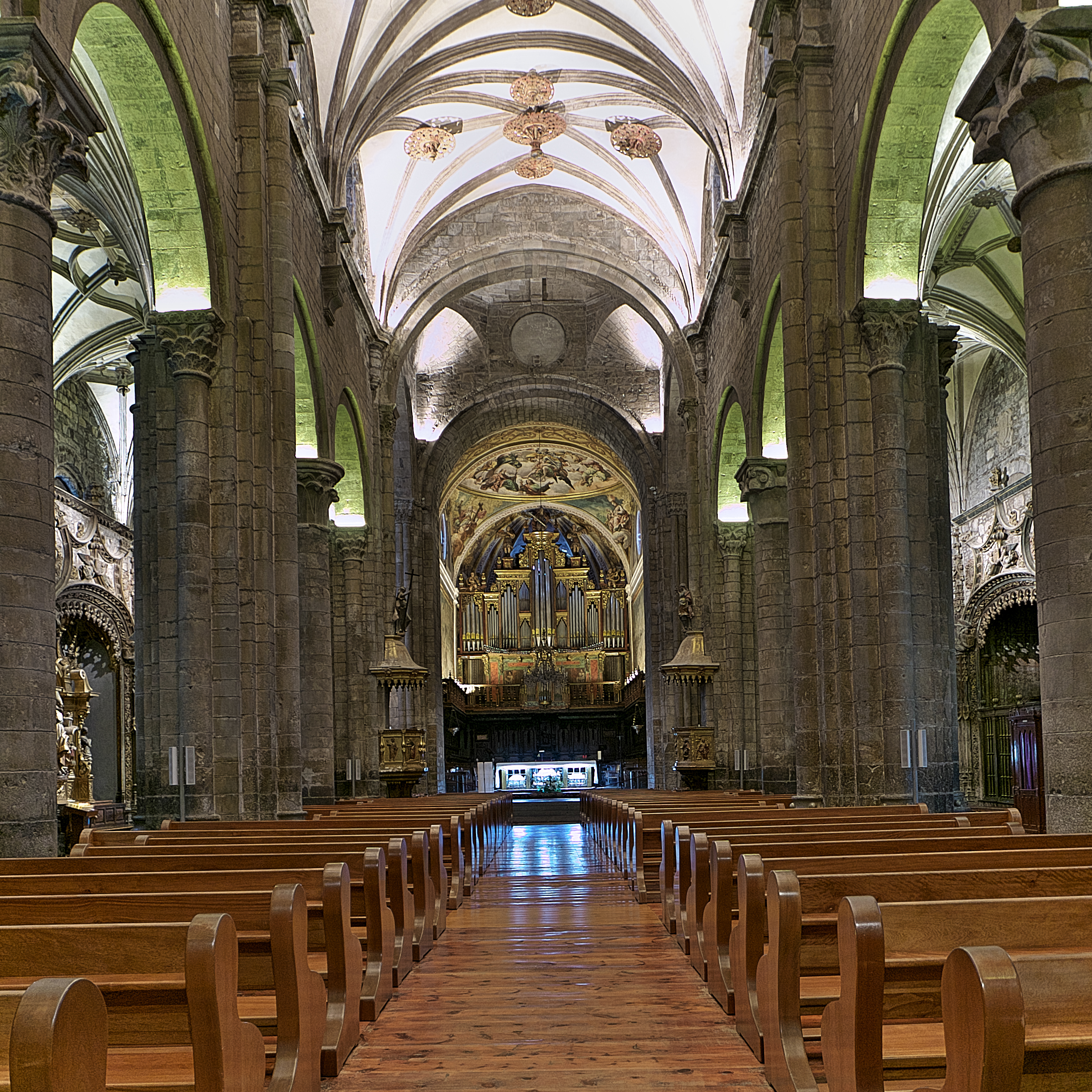
Nef centrale.
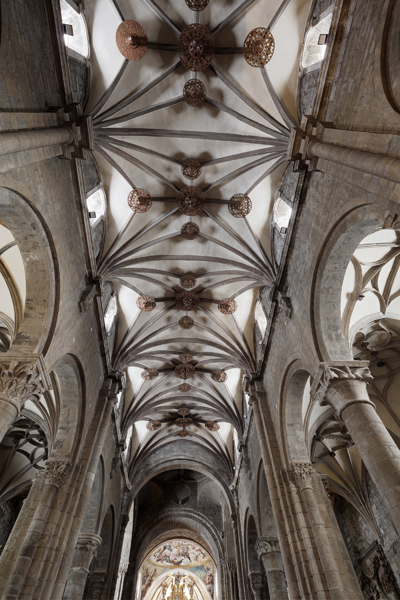
Voûtes.
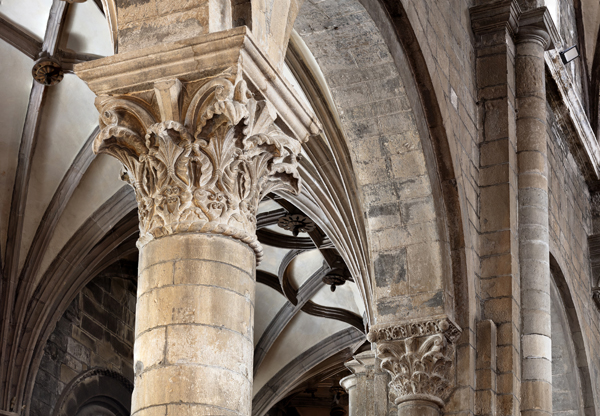
Chapiteaux.
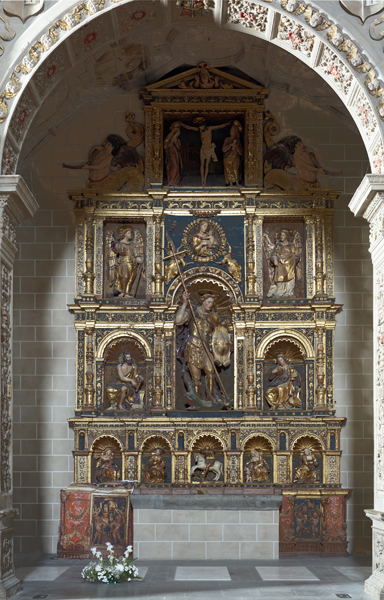
Chapelle de San Miguel.
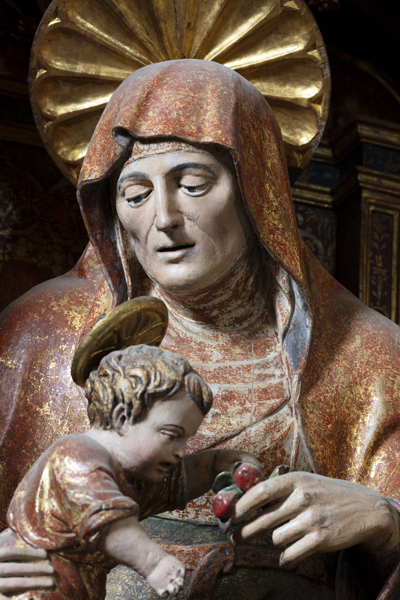
Détail du retable de la chapelle de Santa Anna.

## Protection
La cathédrale fait l’objet d’un classement en Espagne au titre de bien d'intérêt culturel depuis le 3 juin 1931.